# Dawid Binemann-Zdanowicz

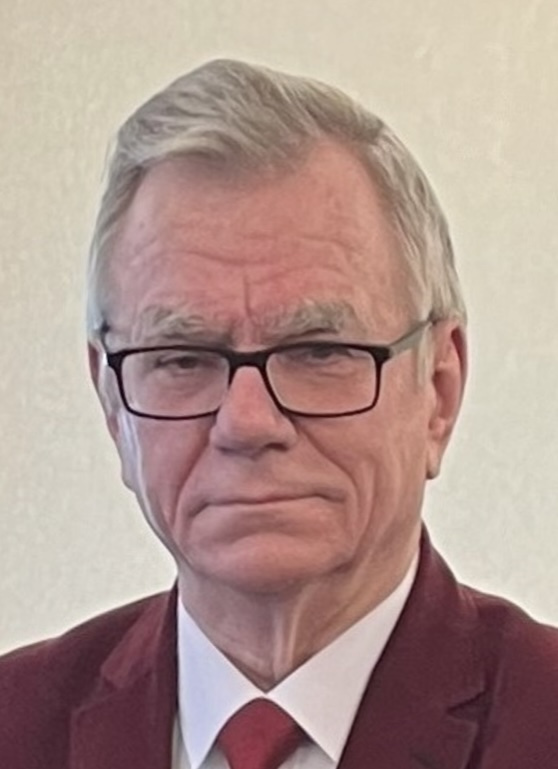
Dawid Binemann-Zdanowicz

Dawid Binemann-Zdanowicz (* 14. November 1949) ist ein polnischer Anwalt und Sozialaktivist, Rechtswissenschaftler, in den Jahren 1997–2012 Mitglied der obersten Behörden der Evangelisch-Augsburgischen Kirche in der Republik Polen, Publizist, Autor wissenschaftlicher und populärwissenschaftlicher Publikationen, Buchautor und Hochschuldozent.

## Werdegang
Binemann-Zdanowicz wurde in einer intellektuellen Familie in sowjetischer Gefangenschaft im heutigen nördlichen Kasachstan geboren. Aufgrund sowjetischer Repressalien verlor er früh seine Eltern. Das Gymnasium schloss er als Bewohner eines Kinderheims in Polen ab. Er studierte Rechtswissenschaft an der Fakultät für Jura und Verwaltung der Jagiellonen-Universität in Krakau. Nach seinem Studium absolvierte er das Referendariat bei der Staatsanwaltschaft in Toruń, danach war er in der Polnischen Akademie der Wissenschaften sowie im Institut für Verbrechensproblematik (Instytut Problematyki Przestępczości) in Warschau tätig.
In 1979 wurde er in die Liste der Rechtsanwälte der Rechtsanwaltskammer des Bezirks Toruń eingetragen.  Er führt eine Anwaltskanzlei in Włocławek und in Warschau. In den Jahren 1986–1995 war er als Rechtsanwalt für Armeerecht vor dem Gerichtshof des Pommerschen Wehrbezirks in Bydgoszcz tätig.
Dawid Binemann-Zdanowicz entstammt einer deutsch-polnischen Familie, unterstützt aktiv die deutsch-polnische Aussöhnung. In den 90er Jahren des 20. Jahrhunderts engagiert er sich aktiv für die ökumenische Bewegung im Sinne der Einheit aller Christen. Er ist aktives Mitglied der Gesamtpolnischen Gesellschaft „Mission für Aussöhnung“ und wurde für seine Verdienste mit der „Komandoria Missio Reconciliationis“ dekoriert. Er ist Mitglied der Evangelisch-Augsburgischen Kirchengemeinde in Toruń und war in den Jahren 1999–2017 Vorsitzender der Polnischen Evangelischen Gesellschaft in Toruń.
In den Jahren 1997–2012 war er Mitglied der Synode der Evangelisch-Augsburgischen Kirche in der Republik Polen sowie Mitglied der Rechtskommission der Synode,. In den Jahren 2007–2012 war er Kurator der Diözese Pommern-Großpolen der Evangelisch-Augsburgischen Kirche sowie Stellvertretender Ratsvorsitzender der Synode der Evangelisch-Augsburgischen Kirche in der Republik Polen. Seit 2007 ist er Vorsitzender der Geschichtskommission der Evangelisch-Augsburgischen Kirche, die die Vergangenheit der Kirche in der Ära des Totalitarismus untersucht. Vielfach repräsentierte er die Evangelisch-Augsburgische Kirche der Republik Polen auf internationaler Ebene, auf Synoden und auf internationalen wissenschaftlichen Konferenzen[8],[9],[10],[11],[12].
Neben seiner beruflichen Tätigkeit befasst er sich auch mit der Thematik des Staatskirchenrechts, insbesondere der Verfassung der Evangelisch-Augsburgischen Kirche in Polen sowie der Restitution der evangelischen Vermögen nach Ende des Kommunismus in Polen. Er vertritt die Evangelisch-Augsburgische Kirche in der Republik Polen bei den Arbeiten der Regulations-Kommission des Ministeriums für Verwaltung und Digitalisierung der Republik Polen, und seit dem 16. November 2015 des Ministeriums für Innere Angelegenheiten und Verwaltung (poln. MSWiA) in Warschau. Kraft des Beschlusses des Fakultätsrats der Juristischen und Verwaltungswissenschaftlichen Fakultät der Universität Warschau vom 23. September 2019 erlangte er den akademischen Doktorgrad in Sozialwissenschaften in der Disziplin Rechtswissenschaften, aufgrund der von ihm verteidigten Doktorarbeit mit dem Titel Feststellung des rechtlichen Status von Immobilien der Evangelisch-Augsburgischen Kirche in der Dritten Polnischen Republik. Dawid Binemann-Zdanowicz war in den Jahren 2019–2021 Adjunkt in der Kujawien-Hochschule in Włocławek tätig.
Dawid Binemann-Zdanowicz verbindet seine Anwaltstätigkeit mit literarischen und journalistischen Tätigkeiten. Er ist der Autor eines Romans sowie zahlreicher Feuilletons sowie Fachartikel auf dem Gebiet des Journalismus, des Rechts und der Geschichte. Emotional mit dem Kurort Ciechocinek verbunden, war er viele Jahre stellvertretender Vorsitzender der Gesellschaft der Freunde von Ciechocinek. Er ist Mitglied des Polnischen Verbandes von Sibirienopfern, Rechtsberater des Hauptvorstandes des Verbandes der Kombattanten der Republik Polen sowie Ehemaliger Politischer Gefangener in Warschau. Im Juni 2023 wurde er auf dem 8. Kongress des Verbandes der Kombattanten der Republik Polen sowie Ehemaliger Politischer Gefangener in Warschau zum stellvertretenden Vorsitzenden des Hauptvorstandes gewählt.
Dawid Binemann-Zdanowicz ist verheiratet, seine Ehefrau Teresa ist Rechtsanwältin und pensionierte Notarin. Er hat einen erwachsenen Sohn, einen Informatiker, der an der Christian-Albrechts-Universität zu Kiel promoviert wurde. Hobbys: Tourismus und Wassersport. Veranstalter zahlreicher Kanutouren entlang der Weichsel und der Pommerschen Flüsse. In den 1980er-Jahren war er ein aktives Mitglied des Yachtclubs der Marine „Kotwica“ in Gdynia.